# Native POSIX Thread Library
Native POSIX Thread Library ou NPTL é um projeto da Red Hat para possibilitar que o núcleo Linux suporte programas que utilizem threads POSIX de modo eficiente.
Em versões do núcleo Linux anteriores a versão 2.6 o único suporte existente para threads era a chamada de sistema clone que cria novo processo que é cópia do processo que o invoca e partilha o mesmo espaço de endereçamento. Inicialmente o projeto LinuxThreads tentou implementar threads no espaço de usuário, mas por inúmeros problemas na implementação com a chamada de sistema clone acabou não tendo sucesso.
Foi necessário modificar o núcleo Linux para adicionar o suporte a threads. Desde a versão 2.6 o núcleo juntamente com a glibc suportam o NPTL.